# Caenaugochlora donnae
Caenaugochlora (Ctenaugochlora) donnae – gatunek błonkówki z rodziny smuklikowatych i plemienia Augochlorini.
Gatunek ten został opisany w 1995 roku przez Michaela S. Engela.
Pszczoła o głowie i tułowiu błyszcząco metalicznie niebieskich z silnym, metalicznym, fioletowym lub niebieskozielonym połyskiem, a metasomie ciemnorudobrązowej  z silnym, metalicznym, fioletowym lub fioletowoniebieskim połyskiem. Jej śródtarczka jest dwuwypukła a signum subpleuralis silnie guzkowane. 
Gatunek znany wyłącznie z Kostaryki.